# 田中理
田中 理（たなか おさむ、1942年〈昭和17年〉9月15日 - ）は、茨城県出身の元ボートレーサー。

## 来歴
大田区立東浦中学校を卒業後は東芝蒲田工場で5年9ヶ月勤務し、競艇選手に転向。
1964年4月に山本泰照と共に16期生としてデビューすると、「1等を取る競走をする」をモットーに活躍。一時は記念戦線の一角にいた事もあるほど勢いがあったが、2002年前期にはB1に転落。2004年は2月に怪我で4ヶ月欠場するが、後期には6期ぶりのA2級復帰を果たす。最後の優勝は1997年6月15日の唐津一般戦（3号艇5コースからまくり差し）で、最後の優出は2003年9月25日の芦屋一般戦「日本財団会長杯争奪戦競走」であった（結果は4号艇4コース進入で5着）。2005年4月8日の宮島一般戦「桜花賞競走」2日目1Rで通算1990勝（1号艇1コースから逃げ切り）を挙げ、2000勝まで残り10勝であったが、23日の徳山「一般競走」3日目1Rが最後の出走となった（3号艇3コース進入で6着）。同年引退。